# Lego Mindstorms EV3

Logotype de Mindstorms EV3.

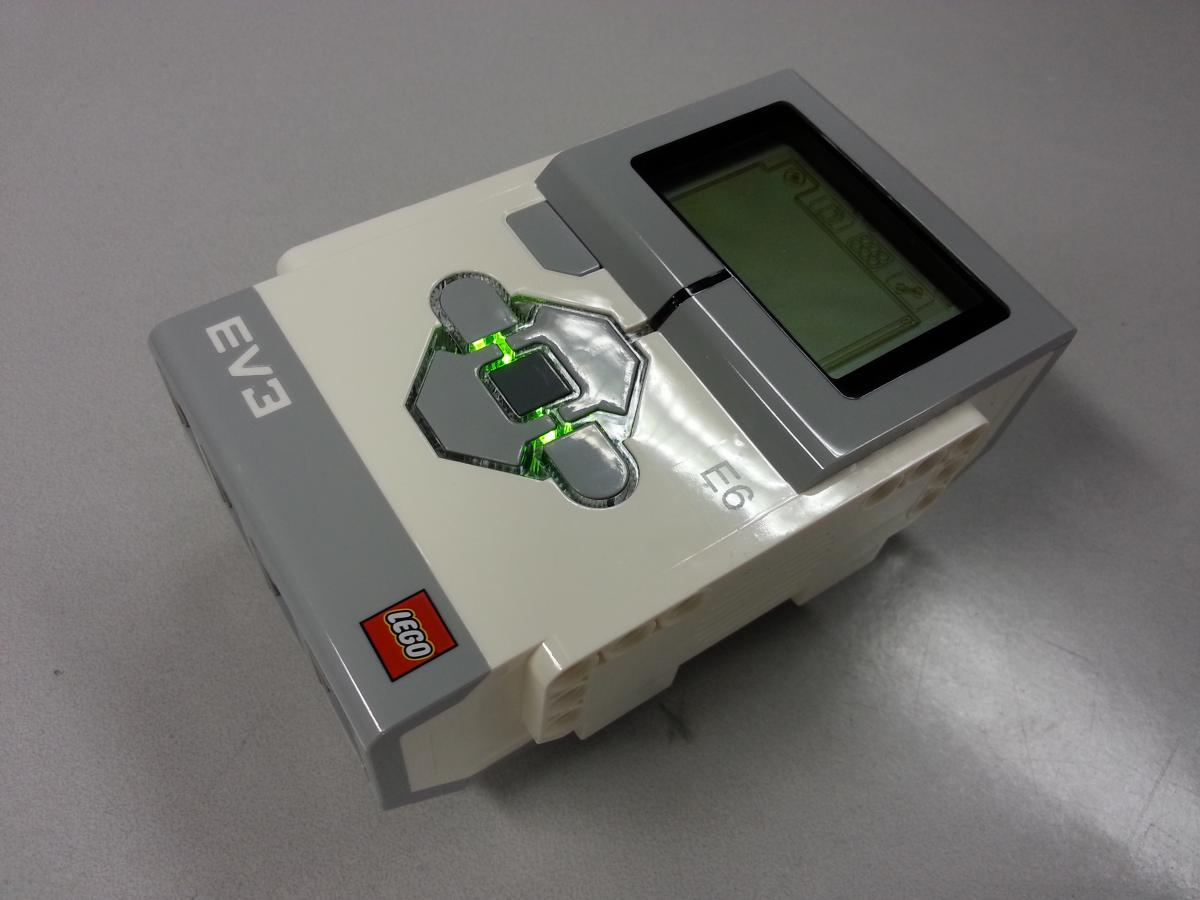
Brique moteur d'EV3.

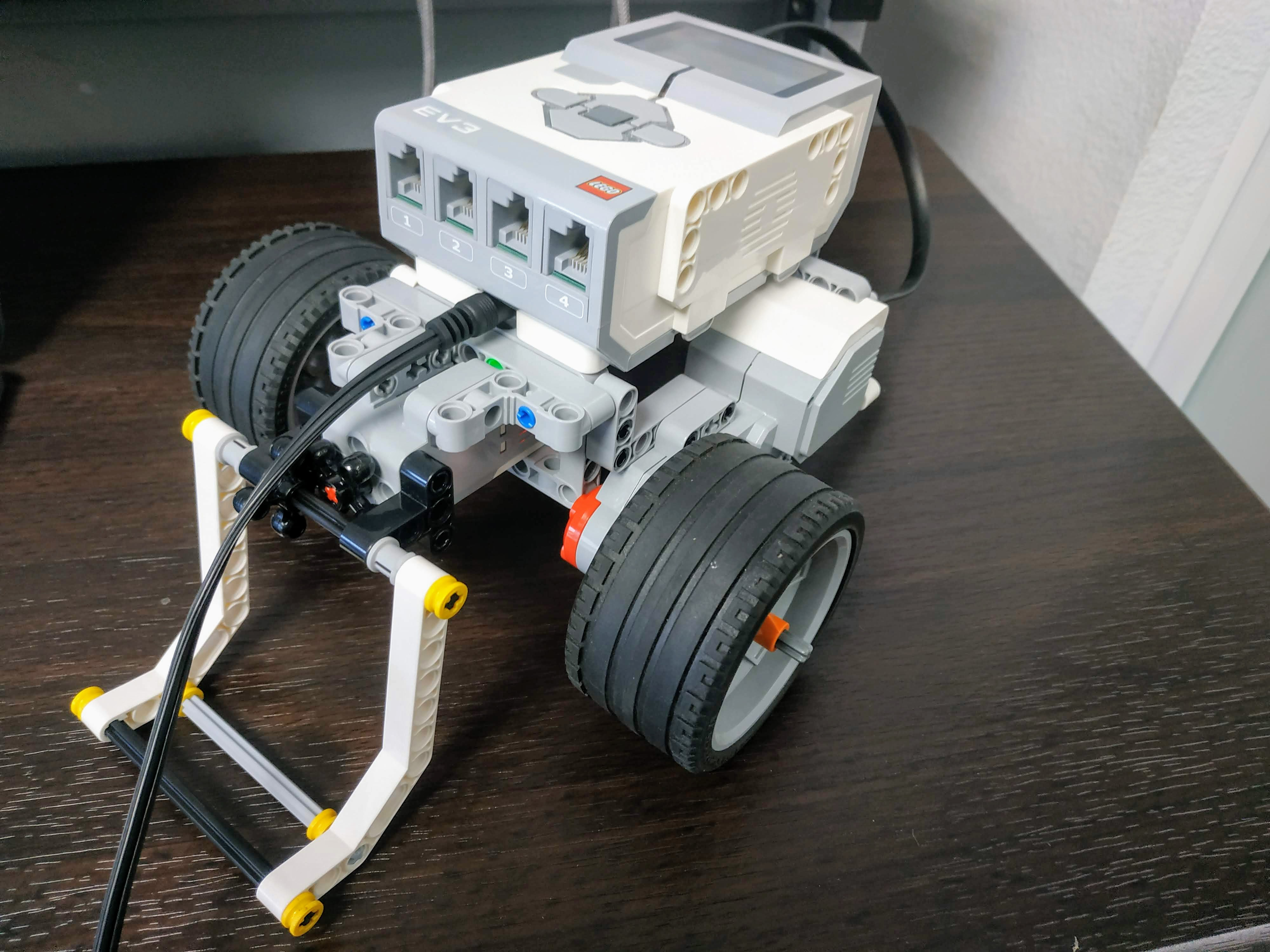
Lego Mindstorms EV3 Robot

Lego Mindstorms EV3 est un jeu de construction et de robotique du jeu Lego et de la gamme Mindstorms. Il est sorti en 2013 et a remplacé le Mindstorms NXT.

## Caractéristiques

### Connectivité
La brique dispose de 4 ports pour les moteurs (A,B,C et D), et de 4 ports pour les différents capteurs (1,2,3 et 4).
Le téléversement de programme se fait soit par le biais d'une connexion à distance (Bluetooth ou Wi-Fi) soit par un port micro-USB situé sur le côté de la brique.

### Alimentation
Deux solutions existe pour alimenter la brique :
- Un boîtier à pile pour pile AA
- Une batterie amovible commercialisée par Lego est disponible dans le commerce et offre une meilleure autonomie par rapport à des piles